# Kremper Au (Neustädter Binnenwasser)
Die Kremper Au ist ein Fließgewässer im Kreis Ostholstein (namensgleich mit dem Fließgewässer Kremper Au im Kreis Steinburg). Sie entspringt am Nordrand des Gebietes des Wasser- und Bodenverbandes Neustädter Binnenwasser an einem Knick südlich der Straße Kesselkrug des Ortsteils Langenhagen der Gemeinde Schönwalde am Bungsberg. Die Kremper Au mündet nach 23,8 Kilometer in das Neustädter Binnenwasser in Neustadt in Holstein. Dieses hat eine direkte Verbindung zur Ostsee. Der Höhenunterschied von der Quelle bis zur Mündung beträgt 110 Meter.

## Ökologie
Das Fließgewässer Kremper Au gehört laut europäischer Wasserrahmenrichtlinie (WRRL) zu den berichtspflichtigen Fließgewässern. Die Kremper Au besteht aus vier Wasserkörpern, deren ökologischer und chemischer Zustand einer ständigen Überwachung unterliegen. Die Einstufung ist in Tabelle 1 dargestellt (Stand Juni 2024)
| Lfd. Nr. | Wasserkörperbezeichnung            | Kennung            | Einstufung nach § 28 WHG | Ökologischer Zustand (gesamt) | Chemischer Zustand (gesamt) |
| -------- | ---------------------------------- | ------------------ | ------------------------ | ----------------------------- | --------------------------- |
| 1        | Kremper Au OL (Fließgewässer)      | DERW_DESH_LUE_01_A | natürlich                | mäßig                         | nicht gut                   |
| 2        | Kremper Au Wald (Fließgewässer)    | DERW_DESH_LUE_01_B | natürlich                | mäßig                         | nicht gut                   |
| 3        | Kremper Au UL (Fließgewässer)      | DERW_DESH_LUE_01_C | natürlich                | mäßig                         | nicht gut                   |
| 4        | Kremper Au Mündung (Fließgewässer) | DERW_DESH_LUE_01_D | erheblich verändert      | mäßig                         | nicht gut                   |

Der Grund für die schlechte Bewertung des chemischen Zustands liegt bei allen Wasserkörpern in der Überschreitung der Grenzwerte für Bromierte Diphenylether (BDE), Quecksilber und Quecksilberverbindungen. Der Wasserkörper Kremper Au Wald hat darüber hinaus noch eine Überschreitung der Grenzwerte bei dem zu den Insektengiften gehörenden Neonicotinoid Imidacloprid.
An der Kremper Au befinden sich zwanzig Messstellen für Chemie und Biologie des Landesamtes für Umwelt des Landes Schleswig-Holstein (LfU SH), siehe Karte 2. In den Wasserkörpersteckbriefen des BfG wird das ökologische Potenzial der Kremper Au als „mäßig“ und der chemische Zustand als „nicht gut“ eingestuft, siehe auch Tabelle 1.
Bis zum Jahre 2028 muss gemäß WRRL für alle Gewässer in der Europäischen Union ein „guter“ ökologischer und chemischer Zustand erreicht werden.